# SNOX eljárás

## Bevezetés
Az ipari tevékenység számos kén-dioxid forrással szennyezi a Föld légterét. A fosszilis tüzelőanyagok mindegyike kisebb-nagyobb mennyiségben tartalmaz kénvegyületeket, ezért elégetésük során kén-dioxid kerül a légkörbe. A kőolaj és a földgáz feldolgozása során keletkező, további termékekre gazdaságosan fel nem dolgozható kén-vegyületeket is tartalmazó maradékok, hulladékok hőerőműben történő elégetése során a füstgázok kén-oxid tartalma jelent környezeti terhelést.
Az ipar számos területén kell számolni a füstgázok kén-oxid és nitrogén-oxid tartalmával. A füstgázban rendszerint kis koncentrációban jelentkező kén-dioxid eltávolítására hosszú időn keresztül, és részben még ma is nedves abszorpciós eljárásokat alkalmaznak. Ezek nagy hátránya, hogy a káros kén-oxidok eltávolítása mellett újabb környezetterhelő melléktermékek keletkeznek.

## Az SNOX eljárás
Az SNOX eljárás kombinált eljárás a füstgázok SOx és NOx tartalmának együttes eltávolítására. Az eljárás alkalmazásával kén-dioxidokból 93-96 tömegszázalékos töménységű kereskedelmi kénsavat termelnek, a nitrogén-oxidokat pedig nitrogénné redukálják. Egyidejűleg a füstgáz szilárd porszennyezéseit gyakorlatilag teljesen eltávolítják. A folyamatban keletkező és a füstgázok 100 °C hőmérsékletig végzett hűtése során nyerhető hőt gőzzé alakítják, és ezáltal javítják a kazán hatásfokát, kompenzálva ezzel a füstgáz és levegő fúvók áramfogyasztását.
Az eljárás nem okoz másodlagos szennyezőket, mint pl. szennyvizet, zagyot vagy szilárd szennyezőket. Nem fogyaszt vizet vagy egyéb anyagokat, kivéve ammóniát az NOx katalitikus redukciójához, valamint kis mennyiségű járulékos hőt és csekély mennyiségű vegyszert a savas hulladékok ártalmatlanítására.

## Az SNOX eljárás lépései
1. Poreltávolítás elektrosztatikusan, zsákos szűrőkkel, vagy ezek kombinációjával 5 mg/Nm³ nem éghető portartalomig
2. Füstgáz felmelegítése 400° C-ig
3. Az NOx redukciója a reaktorba lépő gázhoz adagolt ammóniával
4. A kén-dioxid katalitikus oxidációja kén-trioxiddá
5. A gáz hűtése 250-260° C-ig
6. A gáz további hűtése nedves savas adszorberként működő kondenzátorban üvegcsöveken keresztül átáramoltatott hideg levegővel, miközben a csőközi térben vezetett füstgáz kén-trioxid tartalma a füstgázban jelenlévő nedvességgel az üvegcsövek külső falán kénsavvá alakul, és a kénsavköd ugyanitt kondenzálódva koncentrált kénsavként a kondenzátor gyűjtőtartályába kerül. A hűtőcsövekben felmelegítet levegő szolgál a kazán tűzterében a tüzelőanyag égetésére.

## Az SNOX eljárás jellemzői
- A NOx eltávolítás hatékonysága jobb, mint 90%
- A SO2 átalakítás hatásfoka jobb, mint 95%
- Másodlagosan nem keletkezik egyéb szennyező anyag
- Sem szilárd sem folyékony hulladék nem keletkezik
- Nagyfokú üzembiztonság, és megbízhatóság
- Gazdaságos nagyobb kén-dioxid tartalmú gázok feldolgozásakor
- Termékkén ipari célra felhasználható kénsav keletkezik